# Ein starkes Team: Sippenhaft
Sippenhaft ist ein deutscher Fernsehfilm von Johannes Grieser aus dem Jahr 2006. Es handelt sich um die 31. Folge der Krimiserie Ein starkes Team mit Maja Maranow und Florian Martens in den Hauptrollen.

## Handlung
Die Feinkostfirma Bosbach wird von einem Unbekannten erpresst. Nach dem Tod einer Kundin, die an einem vergifteten Joghurt gestorben ist, ermitteln Kriminalhauptkommissarin Verena Berthold und Kollege Otto Garber. Die Ladenkette wird von den Brüdern Frederick und Florian Bosbach geleitet, während ihre Schwester Fiona den kranken Vater und Firmengründer pflegt, der nach einem Schlaganfall bettlägerig ist. Sie hatten einen ersten Drohbrief nicht ernst genommen und sind nun nach dem tödlichen Anschlag bereit, den geforderten Betrag zu zahlen. Die Geldübergabe scheitert allerdings und bringt keinerlei Hinweise auf den Erpresser. Nach Recherchen der Ermittler kommt nur ein Täter aus dem Kreis der Mitarbeiter in Frage, der noch eine alte Rechnung mit der Unternehmerfamilie offen zu haben scheint. Um diesbezüglich etwas herauszufinden, lässt sich Garber, der gerade erst aus dem Urlaub gekommen ist, als Aushilfe im Lager der Feinkostfirma anstellen.
So findet sich ein Hinweis auf den Kroaten Tomislav Pavic, der bei Bosbach angestellt war und dessen Frau mit Florian Bosbach ein Verhältnis hat. Jelena Pavic ist jedoch davon überzeugt, dass ihr Mann zu solch einer Tat nicht fähig wäre. Allerdings täuscht sie sich insofern, als er eines Abends Florian Bosbach auflauert und ihn im Streit mit einem Stein erschlägt. Nach kurzer Flucht kann er gestellt werden und gibt die Tat zu. Mit dem vergifteten Jogurt habe er jedoch nichts zu tun. Im Nachhinein stellt sich sogar heraus, dass Bosbach durch den einen Schlag gar nicht zu Tode kam, sondern dass jemand nach ihm noch einmal zugeschlagen hat.
Verena Berthold hat schon länger das Gefühl, dass es innerhalb der Familie Bosbach mehr Probleme gibt, als es zunächst den Anschein hatte. Nach ihren Recherchen hatte Fiona Bosbach eine Beziehung mit Phillip Hüttner, dem kaufmännischen Leiter der Feinkostfirma. Sie kannten sich schon von Kindheit an und bis vor kurzem erwartete sie sogar ein Kind. Sie hat es vor einigen Wochen abgetrieben und die Beziehung mit Hüttner beendet. Ein Gespräch mit Hüttners Mutter bringt zutage, dass Phillip Hüttner ein unehelicher Spross des alten Bosbachs ist und Fiona somit seine Halbschwester.
Phillip Hüttner litt von klein auf unter seiner Außenseiterstellung innerhalb der Familie Bosbach und war für alles der „Sündenbock“, was die Brüder auch angestellt hatten. Nachdem er die Wahrheit erfahren hatte und somit mit Fiona nicht zusammen sein konnte, entlud sich seine Wut. Er nutzte die Situation aus und erschlug Florian. Nachdem er seinem Vater und Bruder eine Art Geständnis abgelegt hat, erschießt er sich.

## Hintergrund
Sippenhaft wurde in Berlin gedreht und am 18. März 2006 um 20:15 Uhr im ZDF erstausgestrahlt.
Sputnik, dessen Rolle als Geschäftsmann in der Serie als ein Running Gag angelegt ist, hat in dieser Folge ein Reisebüro eröffnet und bietet „Ostalgiereisen“ an. Dabei muss er feststellen, dass ihn diese Branche total überfordert.

## Kritik
Die Kritiker der Fernsehzeitschrift TV Spielfilm vergeben die beste Wertung (Daumen nach oben), meinen allerdings, es sei „nicht die stärkste Folge, aber gelungen.“ Fazit: „Hochkarätig besetzte Krimiunterhaltung mit humorvollen Einlagen.“